# Station Pegswood
Pegswood is een spoorwegstation van National Rail aan de East Coast Main Line in Pegswood, Castle Morpeth in Engeland. Het station is eigendom van Network Rail en wordt beheerd door Northern Rail. 